# 要田駅
要田駅（かなめたえき）は、福島県田村市船引町要田字寺向（てらむかい）にある、東日本旅客鉄道（JR東日本）磐越東線の駅である。

## 歴史
- 1950年（昭和25年）1月1日：開業[2][3]。
- 1984年（昭和59年）2月1日：荷物の扱いを廃止[4]。
- 1987年（昭和62年）4月1日：国鉄分割民営化により、JR東日本の駅となる[3]。
- 1989年（平成元年）3月11日：全線CTC化に伴い、無人化[新聞 1]。
- 2001年（平成13年）：駅舎を改築[2]。
- 2009年（平成21年）3月14日：ICカード「Suica」の利用が可能となる[報道 1]。
- 2016年（平成28年）4月1日：三春駅の業務委託化により、管理駅を郡山駅に変更。
- 2024年（令和6年）10月1日：えきねっとQチケのサービスを開始[1][報道 2]。

## 駅構造
島式ホーム1面2線を有する地上駅である。互いのホームは構内踏切で連絡している。駅舎は2001年（平成13年）に建て直された簡素なものである。
郡山駅管理の無人駅である。駅舎内に乗車駅証明書発行機と簡易Suica改札機が設置されている。

### のりば
| 番線 | 路線      | 方向 | 行先       |
| ---- | --------- | ---- | ---------- |
| 1    | ■磐越東線 | 下り | 郡山方面   |
| 2    | ■磐越東線 | 上り | いわき方面 |

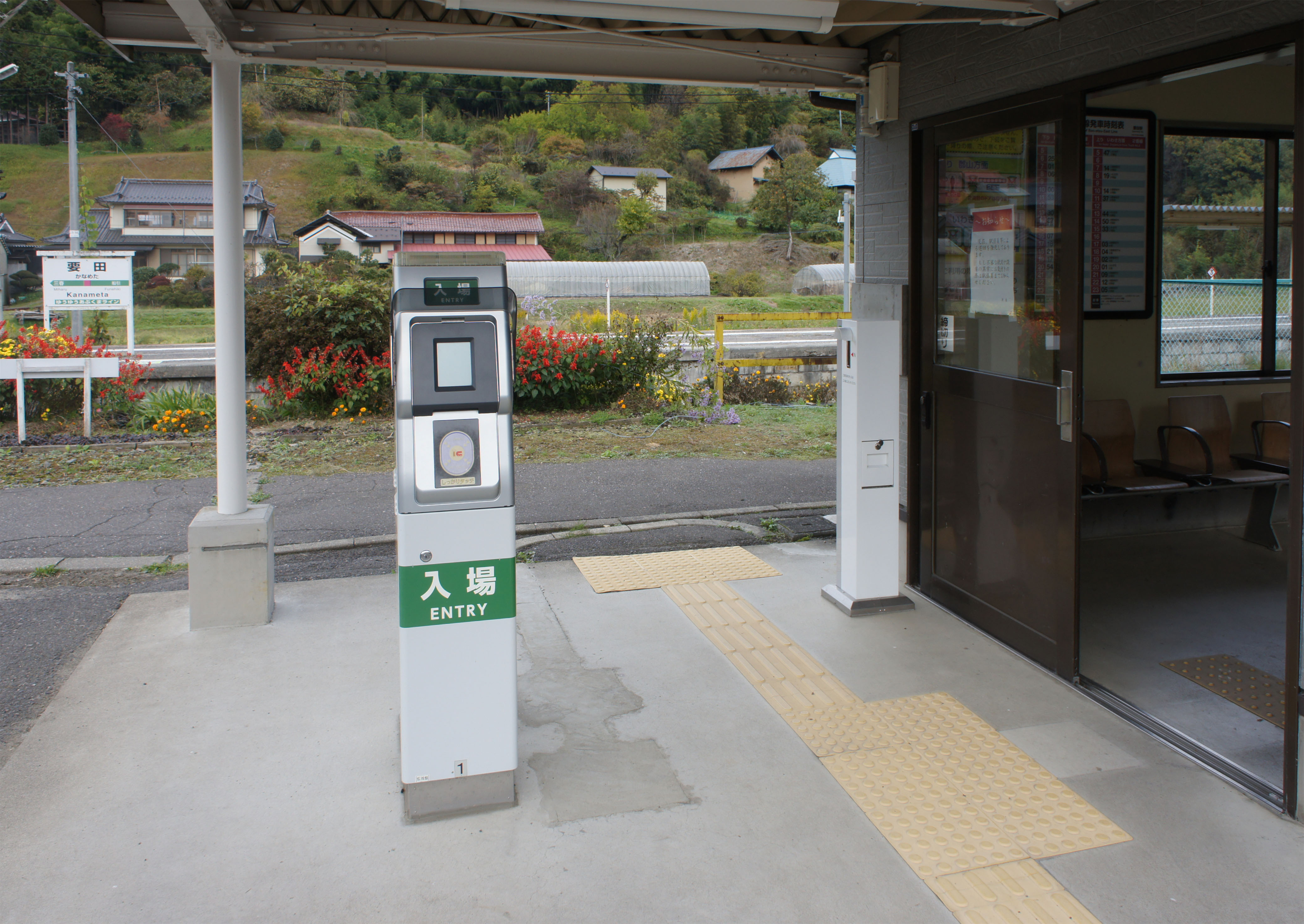
改札口（2021年10月）
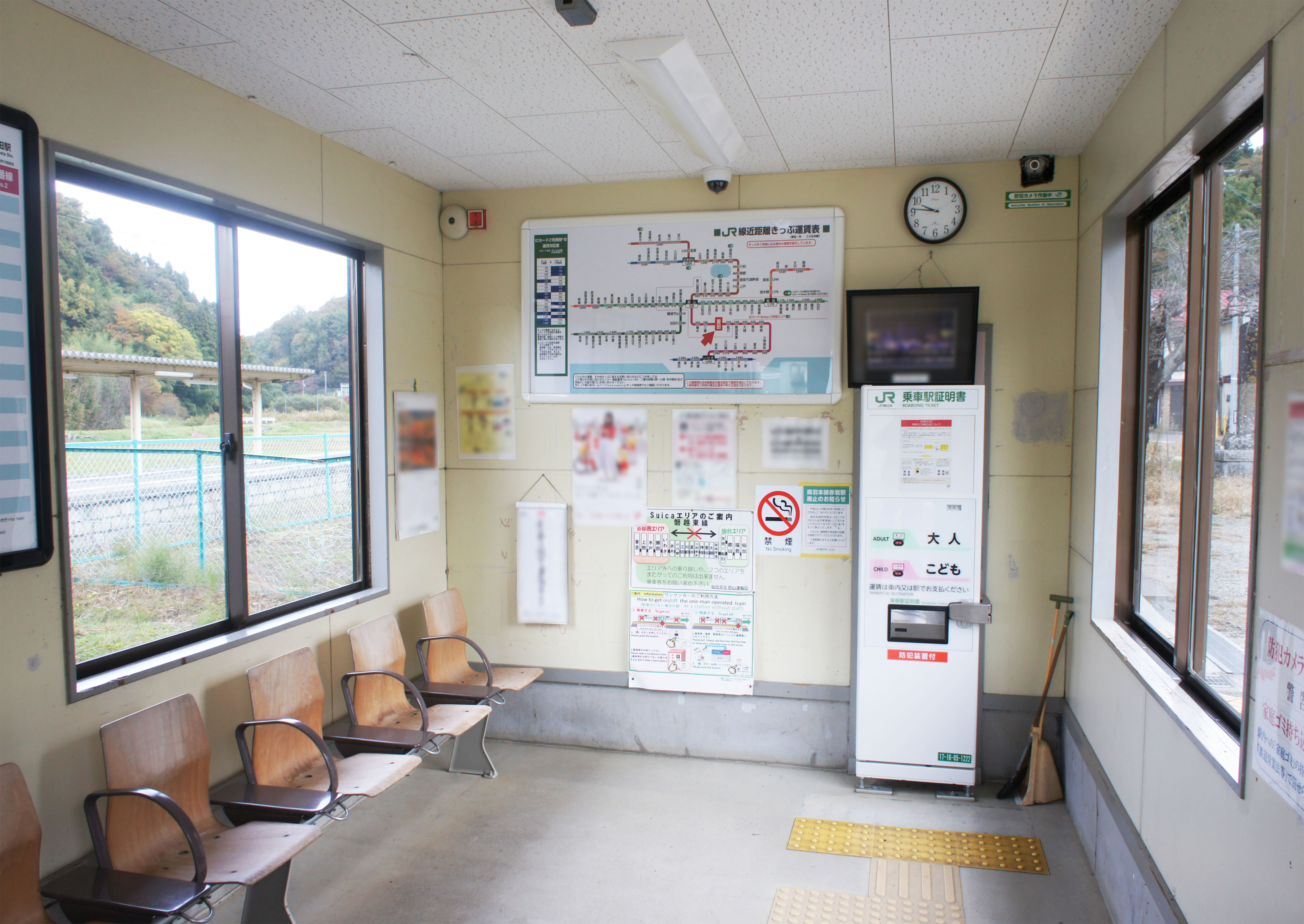
待合室（2021年10月）
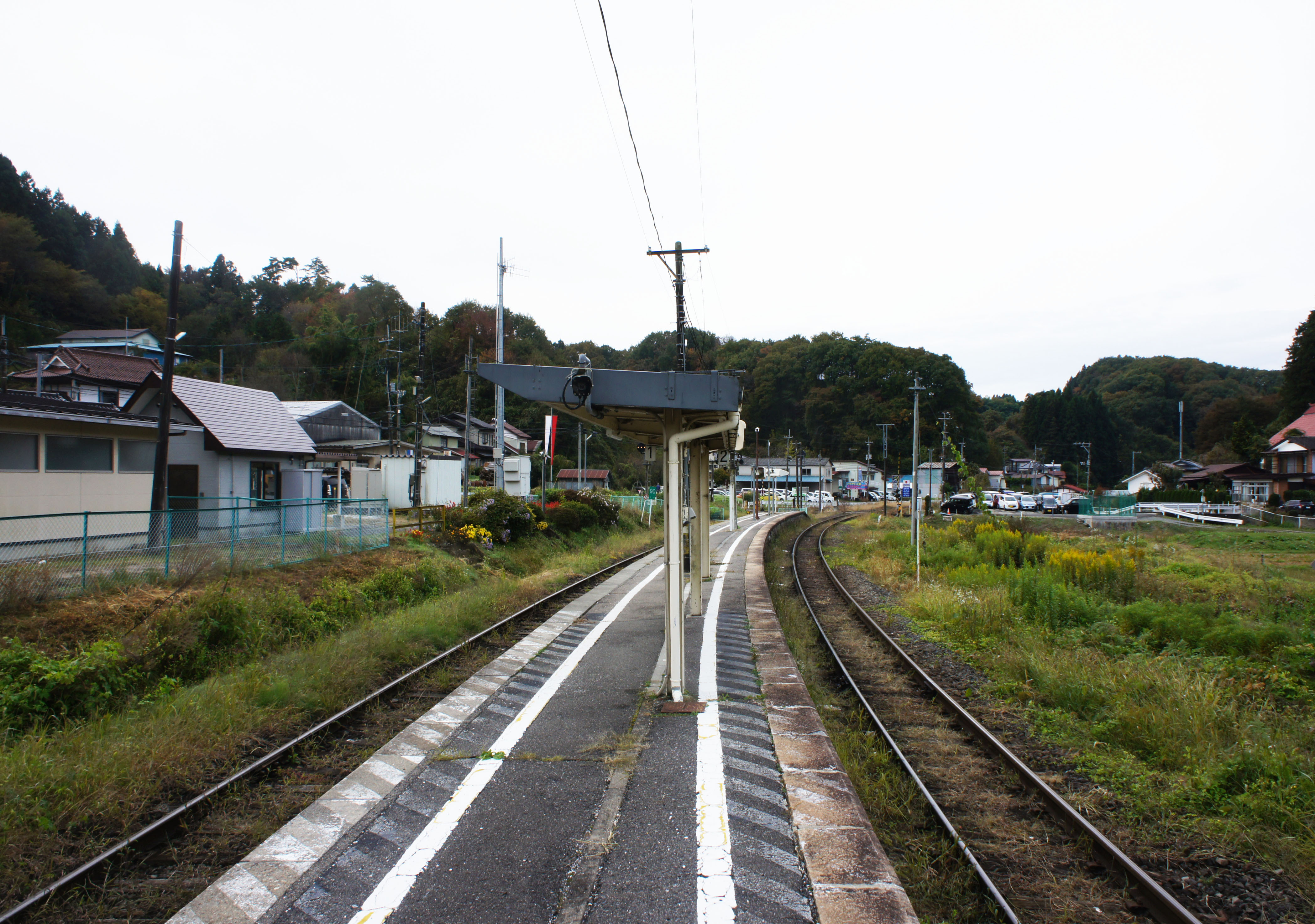
ホーム（2021年10月）
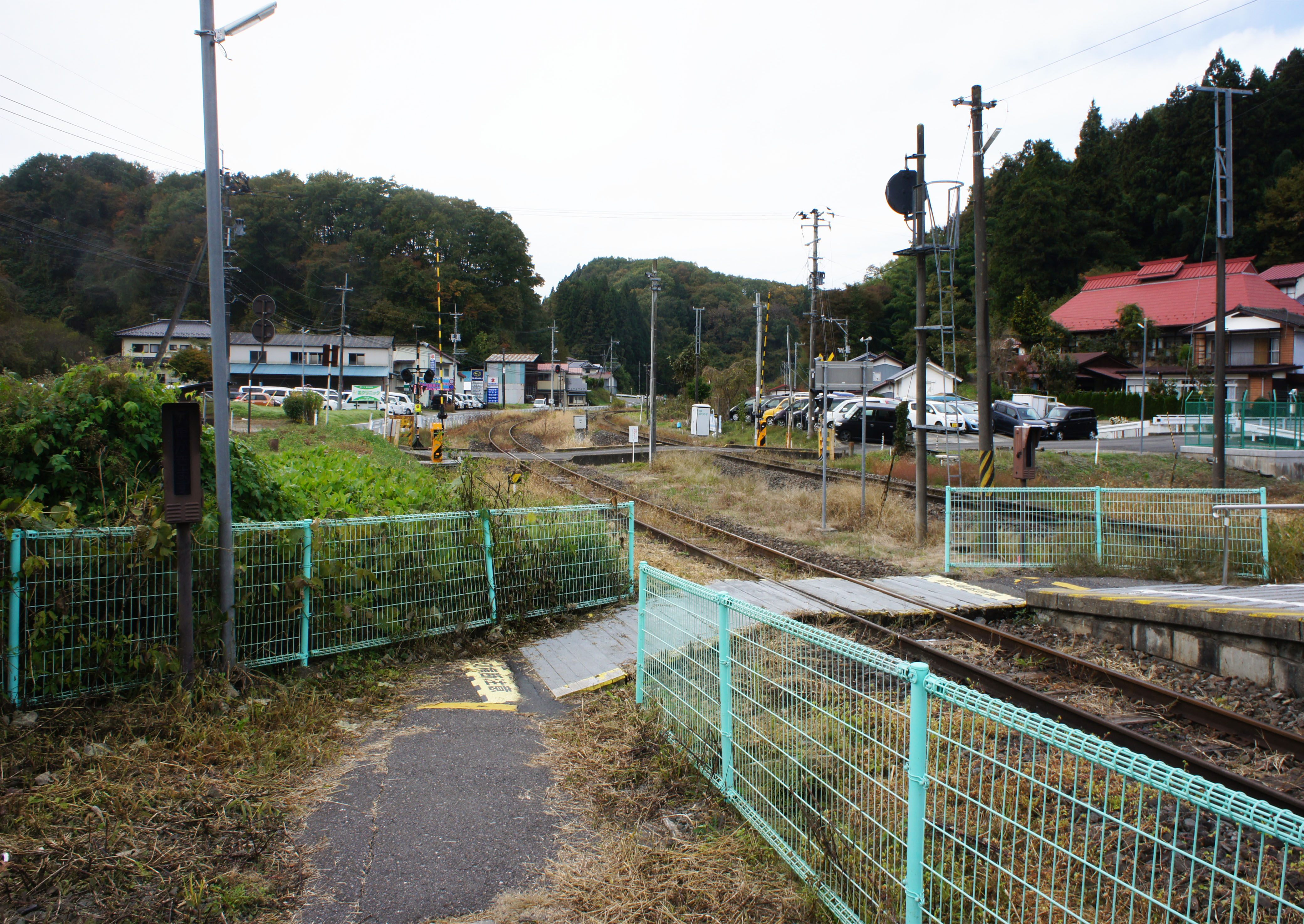
構内踏切（2021年10月）

## 利用状況
「福島県統計年鑑」によると、2000年度（平成12年度）- 2004年度（平成16年度）の1日平均乗車人員の推移は以下のとおりであった。
| 乗車人員推移       | 乗車人員推移     | 乗車人員推移 |
| 年度               | 1日平均 乗車人員 | 出典         |
| ------------------ | ---------------- | ------------ |
| 2000年（平成12年） | 153              | [ 6 ]        |
| 2001年（平成13年） | 145              | [ 7 ]        |
| 2002年（平成14年） | 162              | [ 8 ]        |
| 2003年（平成15年） | 156              | [ 9 ]        |
| 2004年（平成16年） | 151              | [ 10 ]       |

## 駅周辺
- 田村市役所要田出張所
- 要田郵便局
- 要田温泉
- 国道288号
- 福島県道50号浪江三春線 - 駅前を通る県道
- 磐越自動車道 船引三春インターチェンジ

### バス路線
「要田駅」停留所にて、三春町町営バスの路線が要田中学校、三春中学校方面へと発着する。

## 隣の駅
東日本旅客鉄道（JR東日本）
■磐越東線
船引駅 - 要田駅 - 三春駅

### 報道発表資料
1. ↑  『Suicaをご利用いただけるエリアが広がります。』（PDF）（プレスリリース）東日本旅客鉄道、2008年12月22日。オリジナルの2020年5月24日時点におけるアーカイブ。2020年5月25日閲覧。
2. ↑  『Suicaエリア外もチケットレスで! 東北エリアから「えきねっとＱチケ」がはじまります』（PDF）（プレスリリース）東日本旅客鉄道、2024年7月11日。オリジナルの2024年7月11日時点におけるアーカイブ。2024年7月31日閲覧。

### 新聞記事
1. ↑  「磐越東線を近代化 JR東北地域本社 3・11ダイヤ改正から 平-郡山間全線にCTC」『交通新聞』交通新聞社、1989年1月10日、1面。